# المجلس العلمي الأعلى (المغرب)
المَجْلِسُ العِلْمِيُّ الأَعْلَى مؤسسة دينية حكومية مغربية تعني بالافتاء، يترأسها الملك محمد السادس، ويضم في عضويته سبعة وأربعين عالما.

## التأسيس
أنشئ المجلس العلمي الأعلى والمجالس العلمية في عهد الملك الحسن الثاني، وقد اقتصر عدد المجالس العلمية في بادئ الأمر على أربعة عشر مجلسا ثم ارتفع ليصل سنة 2000 إلى تسعة عشر مجلسا.
تم إنشاء مجلس العلماء عام 1981، لكن العلماء لم يسبق لهم وأن اجتمعوا فيه إلا بعد عام 2000.
ظهر المجلس الأعلى للعلماء لأول مرة في الدستور مع المادة 41 من الدستور المغربي. يُشار إلى أن ملك المغرب هو الذي يرأس المجلس، ويتمثل دور المجلس بالأساس في التشاور وإطلاق الفتاوى قبل اعتمادها رسميا.
شهد العام 2004 انطلاق مشروع أطلق عليه «إصلاح الحقل الديني»، وإعادة هيكلة المؤسسات القائمة على هذا الشأن، الذي أعيد بمقتضاه تنظيم المجالس العلمية، ومراجعة اختصاصات المجلس العلمي الأعلى في اتجاه تفعيل نشاطه، بعد تخوف السلطة من التواجد المتزايد لعلماء لا ينتمون فكريا إلى المدرسة الدينية المغربية المعروفة بانتمائها إلى حظيرة أمير المؤمنين (لقب الملك في الجانب الديني). كما عرفت شبكة المجالس توسعا كبيرا حيث تضاعف عددها إلى ثلاثين مجلسا، إضافة إلى ثمانية وستين فرعا تغطي سائر أقاليم المملكة وعمالاتها.

## تركيبة المجلس العلمي الأعلى
يرأس الملك المجلس العلمي الأعلى، ويضم في عضويته سبعة وأربعين عالما وعالمة وهم:
- وزير الأوقاف والشؤون الإسلامية.
- بعض كبار العلماء يعينون بصفة شخصية من لدن الملك، وعددهم خمسة عشر.
- الكاتب العام للمجلس العلمي الأعلى،
- رؤساء المجالس العلمية، وعددهم ثلاثون.

## لجان المجلس
للمجلس أربع لجان متخصصة دائمة هي:
- لجنة التوجيه والإرشاد الديني؛
- لجنة إحياء التراث الإسلامي؛
- لجنة الدراسات والأبحاث العلمية؛
- لجنة التعاون والتواصل وبرامج الأنشطة؛

يشرف على سير عمل كل لجنة من اللجن العلمية المتخصصة الدائمة منسق من بين أعضائها يعينه المجلس.
ويرأس الكاتب العام للمجلس خلية للتنسيق بين هذه اللجن العلمية المتخصصة، حيث عهد إليها بمهمة تنسيق أنشطتها، وتتبع أشغالها خلال الفترات الفاصلة بين دورات المجلس، والتي حددها النظام الداخلي في دورتين عاديتين هم: دورة مارس ودورة أكتوبر.

## الأهداف والاختصاصات
أهداف المؤسسة ضمان الأمن الروحي للمغاربة، وحراسة الثوابت الدينية للأمة والمتمثلة في: العقيدة الأشعرية، والمذهب المالكي. وتعمل من خلال المجالس العلمية المحلية على تنشيط الحياة الدينية وفق برامج محددة. رغم أن الشارع المغربي غير راض، باعتباره جهات الإفتاء في المغرب لا تلبي حاجيات كثير من المغاربة، وان إنشاء مثل هذه المؤسسات سببه الوحيد تقييد التيارات الإسلامية الناشطة في البلاد التي تعرف إقبالا كبيرا ومحاولة للسيطرة على كل منابر المساجد وتوحيدها في خطاب وفكر يتناغم مع رغبات السلطة والملك.

## إصدار الفتاوى
في بلاغ للديوان الملكي، تفضل الملك محمد السادس بصفته رئيسا للمجلس العلمي الأعلى، بإصدار توجيهاته السامية يومه الجمعة 21 ذي الحجة 1445 هـ، الموافق لـ28 حزيران 2024، إلى اعضاء المجلس المذكور، قصد دراسة المسائل الواردة في بعض مقترحات الهيئة المكلفة بمراجعة مدونة الأسرة،استنادا إلى مبادئ وأحكام الدين الإسلامي الحنيف، ومقاصده السمحة، وذلك لرفع فتوى بشأنها إلى جنابه الشريف بعد ان انهت الهيئة المكلفة بمراجعة المدونة مهامها داخل الأجل المحدد لها.
داعيا اعضاء المجلس العلمي الأعلى بصفته، الجهة الوحيدة المؤهلة لإصدار الفتاوى التي تعتمد رسميا في المملكة المغربية حسب الفصل 41 من الدستور، إلى استحضار مضامين الرسالة الملكية الموجهة إلى رئيس الحكومة، والتي أكد فيها الملك على عدم السماح بتحليل حرام ولا بتحريم حلال، واعتماد فضائل الاعتدال والاجتهاد المنفتح البناء.،

## أحداث
رد المجلس العلمي الأعلى ببيان شديد اللهجة ضد فتوى اصدرها العلامة الشيخ القرضاوي حول الاقتراض الاضطراري لأجل السكن، قرر فيها جواز اقتراض أهل المغرب من الأبناك التقليدية (الربوية) استنادا إلى الآية: {وَقَدْ فَصَّلَ لَكُم مَّا حَرَّمَ عَلَيْكُمْ إِلاَّ مَا اضْطُرِرْتُمْ إِلَيْهِ}، وعلى غرار هذه الآية قرر في الشريعة الإسلامية القاعدة المعروفة «الضرورات تبيح المحظورات». فاعتبر المجلس العلمي فتوى القرضاوي افتئاتا على اختصاص العلماء المغاربة ومسا بصلاحية الملك، رغم أن رد المجلس لم يتعرض لأسس وأدلة الفتوى، بل حصر الرد في الجانب السياسي والاستنكار.
التيار الإسلامي في المغرب احتج على بيان المجلس العلمي الأعلى ورفضه لكونه «شديد اللهجة» ضد عالم كبير ولخلو البيان من حجج علمية.

## أعضاء المجلس العلمي الأعلى
يتألف المجلس العلمي الأعلى الحالي من السادة الآتية أسماؤهم:
| الاسم                                        | الصفة                                                                                |
| -------------------------------------------- | ------------------------------------------------------------------------------------ |
| أحمد التوفيق                                 | وزير الأوقاف والشؤون الإسلامية                                                       |
| محمد يسف                                     | الكاتب العام للمجلس العلمي الأعلى                                                    |
| مولاي مصطفى العلوي                           | عضو المجلس العلمي الأعلى                                                             |
| عبد العالي العبودي                           | عضو المجلس العلمي الأعلى                                                             |
| محمد ابن معجوز المزغراني                     | عضو المجلس العلمي الأعلى                                                             |
| إدريس خليفة                                  | عضو المجلس العلمي الأعلى                                                             |
| مصطفى بن حمزة                                | عضو المجلس العلمي الأعلى                                                             |
| محمد البراوي                                 | عضو المجلس العلمي الأعلى                                                             |
| أحمد حبيب الله حي الله                       | عضو المجلس العلمي الأعلى                                                             |
| محمد الراوندي توفي                           | عضو المجلس العلمي الأعلى                                                             |
| محمد بالوالي                                 | عضو المجلس العلمي الأعلى                                                             |
| المهدي السيني                                | عضو المجلس العلمي الأعلى                                                             |
| عمر بنعباد                                   | عضو المجلس العلمي الأعلى                                                             |
| محمادي الخياطي                               | عضو المجلس العلمي الأعلى                                                             |
| فاطمة القباج                                 | عضو المجلس العلمي الأعلى                                                             |
| عبد المجيد السملالي أوراغ الحسني             | عضو المجلس العلمي الأعلى                                                             |
| محمد بن علي الكتاني                          | عضو المجلس العلمي الأعلى                                                             |
| الحسن العبادي                                | عضو المجلس العلمي الأعلى                                                             |
| أحمد بصري                                    | عضو المجلس العلمي الأعلى                                                             |
| عبد الله اجديرة                              | رئيس المجلس العلمي المحلي بالرباط                                                    |
| مصطفى بن محمد النجار (توفي)                  | رئيس المجلس العلمي المحلي بسلا                                                       |
| محمد بوطربوش                                 | رئيس المجلس العلمي المحلي بالقنيطرة                                                  |
| رضوان بنشقرون                                | رئيس المجلس العلمي المحلي بالدار البيضاء(أعفي من مهامه)                              |
| محمد الوكيلي                                 | رئيس المجلس العلمي المحلي بالمحمدية                                                  |
| عبد الحي عمور                                | رئيس المجلس العلمي المحلي بفاس                                                       |
| فريد الانصاري (توفي)                         | رئيس المجلس العلمي المحلي بمكناس.                                                    |
| المصطفى زمهنى                                | رئيس المجلس العلمي المحلي بخنيفرة                                                    |
| مولاي الزاهد عزيز علوي                       | رئيس المجلس العلمي المحلي بالرشيدية                                                  |
| عبد الله بلا                                 | رئيس المجلس العلمي المحلي بورزازات                                                   |
| محمد عز الدين المعيار الإدريسي               | رئيس المجلس العلمي المحلي بمراكش                                                     |
| الحسين وجاج                                  | رئيس المجلس العلمي المحلي بتيزنيت                                                    |
| اليزيد الراضي                                | رئيس المجلس العلمي المحلي بتارودانت                                                  |
| محمد جميل بن المبارك                         | رئيس المجلس العلمي المحلي بأكادير                                                    |
| سعيد شبار                                    | رئيس المجلس العلمي المحلي ببني ملال                                                  |
| محمد حافظ                                    | رئيس المجلس العلمي المحلي ببأزيلال                                                   |
| محمد الجيه ماء العينين( توفي )               | رئيس المجلس العلمي المحلي بكلميم                                                     |
| لارباس الشيخ ماء العينين                     | رئيس المجلس العلمي المحلي بالعيون ( أعفي من مهامه عين محله السيد ماء العينين ابحازم) |
| محمد منكيط                                   | رئيس المجلس العلمي المحلي بالصويرة                                                   |
| عبد الرزاق الوزكيتي                          | رئيس المجلس العلمي المحلي بآسفي                                                      |
| محمد الحبيب الناصري                          | رئيس المجلس العلمي المحلي بسطات                                                      |
| أحمد الورايني                                | رئيس المجلس العلمي المحلي بتازة                                                      |
| عبد الله شاكر (سابقا) عبد المجيد محب (حاليا) | رئيس المجلس العلمي المحلي بالجديدة                                                   |
| محمد حباني                                   | رئيس المجلس العلمي المحلي ببركان                                                     |
| ميمون بريسول                                 | رئيس المجلس العلمي المحلي بالناظور                                                   |
| محمد كنون الحسني                             | رئيس المجلس العلمي المحلي بطنجة                                                      |
| عبد الغفور الناصر                            | رئيس المجلس العلمي المحلي بتطوان                                                     |
| إدريس ابن الضاوية                            | رئيس المجلس العلمي المحلي بالعرائش                                                   |
| محمد بن تحايكت                               | رئيس المجلس العلمي المحلي بشفشاون                                                    |
| خالد الرحموني                                | رئيس المجلس العلمي المحلي بالحسيمة                                                   |
| الهاشمي أرسموك                               | رئيس المجلس العلمي المحلي لإقليم شيشاوة                                              |

## وصلات خارجية
- الموقع الرسمي للمجلس العلمي الأعلى
- وزارة الأوقاف والشؤون الإسلامية
- الرابطة المحمدية للعلماء